# Ibrahim Al-Harbi
Ibrahim Al-Harbi (10 de julho de 1975) é um ex-futebolista profissional saudita, que atuava como meia.

## Carreira
Ibrahim Al-Harbi fez parte do elenco da Seleção Saudita de Futebol nas Olimpíadas de 1996. E fez parte do elenco da Seleção Saudita de Futebol da Copa do Mundo de 1998. 

## Títulos
Arábia Saudita
- Copa da Ásia: 1996